# Талалаївське родовище опалу
Талалаївське родовище опалу — одне з найбільш вивчених та найперспективніших в Україні родовищ опалу.

## Опис
Родовище розташоване в Погребищенському районі, Вінницька область. Тут серед своєрідних порід — пеліканіту, виявлені опалоносні жили потужністю від 3–5 до 10 см, з вмістом опалу від 10–30 до 35–40 %. Середній вихід опалу з 1 м³ породи оцінений в 1,4 кг.
Опал представлений декількома різновидами. Найціннішим для ювелірної промисловості є блакитний опалесцируючий опал, який класифікується як благородний, а також тріщинуваті відмінності буро-жовтого. Поширений на родовищі молочно-білий опал, хоча і досить своєрідний і красивий, настільки крихкий, що не витримує обробки.
Зразки Талалаївського опалу і експериментальні ювелірні вироби з нього свого часу високо оцінив науково-дослідний інституто Ювелірпрому СРСР і Укрювелірторг. Рекомендовано продовжити роботи з вивчення й освоєння Талалаївського і ще двох, розташованих неподалік, родовищ.
Поклади опалу залягають на незначних глибинах — від 1–2 до 20–30 м. Породи, що містять його, — пеліканіту, по міцності в 3–5 разів поступаються гранітам, що значно спрощує їхню розробку. У значних кількостях опал міститься в пухких породах і жорстви. На жаль, з кінця 70-х років роботи на родовищі не проводилися. Вміст і запаси опалу не встановлені. Крім Талалаївського родовища, відомо ще кілька перспективних ділянок в цьому районі і поблизу с. Глухівці.